# Abrigada
Abrigada é uma povoação portuguesa do município de Alenquer que foi sede da extinta Freguesia de Abrigada, freguesia que tinha 39,32 km² de área e 3 320 habitantes (2011), e, portanto, uma densidade populacional de 84,4 hab./km².
A Freguesia de Abrigada foi extinta (agregada), em 2013, no âmbito de uma reforma administrativa nacional, tendo sido agregada à freguesia de Cabanas de Torres, para formar uma nova freguesia denominada União das Freguesias de Abrigada e Cabanas de Torres da qual é sede.

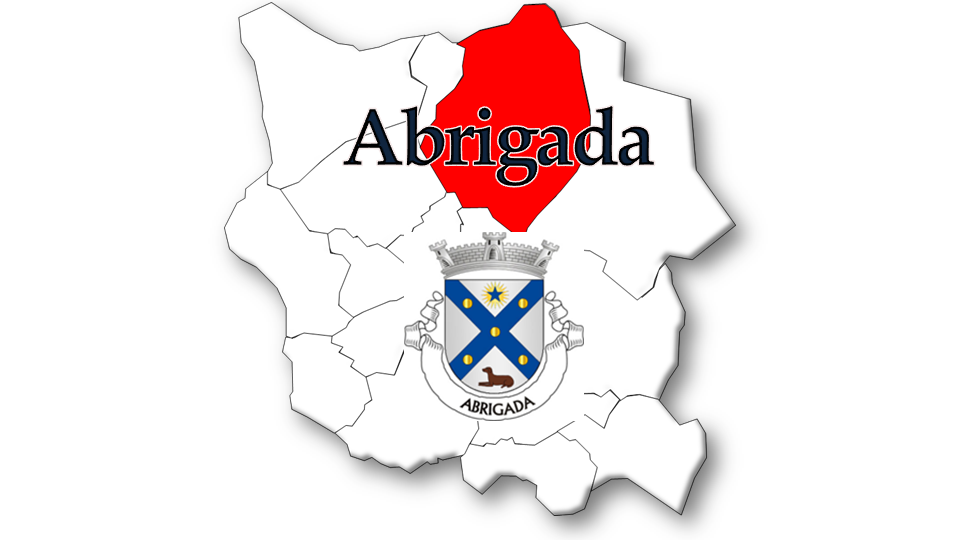
Localização da antiga Freguesia de Abrigada no Município de Alenquer

## História
Inicialmente conhecida pelo nome de Amieiro por causa das árvores até ao século XVI, o novo nome Abrigada parece derivar de "A Brigada" devido à presença de brigantes nesta zona, perto da estrada que vai desde Alenquer até Leiria no fim do século XVI, durante o período das guerras de sucessão de Portugal depois da morte do Cardeal-Rei D. Henrique I de Portugal, ou por ser uma zona Abrigada dos elementos naturais da zona geográfica e climatérica na qual se insere.
A Abrigada era, em 1747, um lugar da freguesia de Nossa Senhora da Graça da Atouguia das Cabras, termo da vila de Alenquer. No secular estava subordinada à Comarca de Alenquer, e no eclesiástico ao Patriarcado de Lisboa, pertencendo à Província da Estremadura. Constava então de 45 vizinhos, e tinha uma ermida de São Roque, e outra de Nossa Senhora do Rosário, na Quinta da Abrigada, nome que tomou da vizinhança do lugar.
Antiga possessão da família Gorjão Henriques da Cunha Coimbra Botado e Serra, do Bombarral, onde detinham a Palácio Gorjão ou Palácio dos Coimbras, que enriquecera através do tráfico de escravos, o Morgado da Abrigada foi depois no século XIX atribuído por casamento a José Maria Camilo de Mendonça, que foi o 1.º Visconde da Abrigada por Decreto de D. Luís I de Portugal de 17 de Janeiro de 1870. Portanto, a quinta senhorial fica possessão da família Gorjão Henriques da Cunha Coimbra Botado e Serra, cuja figura mais iluste é o ministro da Marinha e do Ultramar do Rei D. Carlos I de Portugal, Manuel Rafael Gorjão Henriques.
O primeiro baptismo realizado na freguesia, cujo registo chegou aos nossos dias, foi realizado em Dezembro de 1636, e é referente a Maria, filha de Ambrósio Nobre e Maria Pereira, moradores na Abrigada. O primeiro casamento foi realizado a 22 de Junho de 1636, e é referente a Francisco da Facha e Maria Rodrigues, natural do lugar da Atouguia. E o primeiro óbito tem data de Julho de 1636, e é referente a Maria Gomes, solteira, filha de António Gomes e de Brites Nunes, moradores em Cabanas do Chão.

Grupos etários em 2001 e 2011			

| Nº de habitantes | Nº de habitantes | Nº de habitantes | Nº de habitantes | Nº de habitantes | Nº de habitantes | Nº de habitantes | Nº de habitantes | Nº de habitantes | Nº de habitantes | Nº de habitantes | Nº de habitantes | Nº de habitantes | Nº de habitantes | Nº de habitantes | Nº de habitantes |
| ---------------- | ---------------- | ---------------- | ---------------- | ---------------- | ---------------- | ---------------- | ---------------- | ---------------- | ---------------- | ---------------- | ---------------- | ---------------- | ---------------- | ---------------- | ---------------- |
| Censo            | 1864             | 1878             | 1890             | 1900             | 1911             | 1920             | 1930             | 1940             | 1950             | 1960             | 1970             | 1981             | 1991             | 2001             | 2011             |
| Habit            | 1 470            | 1 749            | 1 966            | 2 045            | 2 244            | 2 404            | 2 645            | 2 888            | 3 264            | 3 184            | 2 963            | 3 317            | 3 291            | 3 416            | 3 320            |
| Varº             |                  | +19%             | +12%             | +4%              | +10%             | +7%              | +10%             | +9%              | +13%             | -2%              | -7%              | +12%             | -1%              | +4%              | -3%              |

|     | 0-14 anos  | 15-24 anos | 25-64 anos     | 65 e + anos |
| Hab | 508 \| 455 | 480 \| 347 | 1 770 \| 1 834 | 658 \| 684  |
| Var | -10%       | -28%       | +4%            | +4%         |

## Economia
Em termos económicos, Abrigada vive da agricultura, vitivinicultura, pecuária, avicultura, indústria, comércio e serviços.

## Património edificado
- Casa da Sãozinha de Alenquer
- Casa da Quinta do Bairro ou Casa Quinta dos Sousas Chichorros ou Casa da Quinta dos Chichorros ou Casa da Quinta dos Condes de São Martinho e zona envolvente
- Quinta de Abrigada
- Igrejas Matriz e de São Roque
- Casas dos Mascarenhas e da Sãozinha
- Capela de Atouguia ou Capela de São Sebastião
- Capela de Cabanas do Chão ou Capela de São Lourenço
- Capela de Estribeiros ou Capela de Santa Ana
- Capela de São Roque
- Cruzeiro de Abrigada ou Cruzinha
- Igreja Paroquial de Abrigada ou Igreja de Nossa Senhora da Graça
- Palacete do Visconde da Abrigada

## Personalidades ilustres
- Visconde da Abrigada
- Sãozinha de Alenquer

## Aldeias
A antiga freguesia da Abrigada era composta pelos seguintes lugares:
- Atouguia das Cabras
- Bairro
- Cabanas do Chão
- Estribeiro
- Marés
- Casais da Pedreira

## Colectividades
As principais colectividades existentes nesta localidade são:
- Centro Musical e Recreio de Cabanas do Chão - Cabanas do Chão
- Centro Popular de Recreio e Cultura do Bairro - Bairro
- Sport Clube Estribeiro-Estribeiro
- Atouguia Futebol Clube - Atouguia
- Sociedade Filarmónica União e Progresso de Abrigada - Abrigada
- Escola de Samba “Capricho” de Abrigada - Abrigada
- Centro Social e Cultural Vozes Maduras-Abrigada

## Festas e romarias
- Nossa Senhora da Graça
- Mártir São Sebastião - Janeiro
- São Roque - Julho
- Santa Ana - Julho
- São Lourenço - Agosto
- Nossa Senhora de Todos os Bens - Outubro